# Белла, Ян Левослав
Ян Левослав Белла (словац. Ján Levoslav Bella; 4 сентября 1843, Липтовски-Микулаш — 25 мая 1936, Братислава) — словацкий композитор. Один из родоначальников словацкой композиторской музыки. Отец Рудольфа Беллы, дед Дагмар Белловой.
Изучал богословие в Банской-Бистрице, там же стал священником. Затем на протяжении двух лет занимался музыкой в Вене под руководством Симона Зехтера. С 1869 г. работал дирижёром в разных городах Австро-Венгрии. В 1881—1921 годах управлял церковным хором в Германштадте (Трансильвания), для которого сочинял духовные произведения. С 1923 года Белла жил в Братиславе.
Сочинения Беллы выдержаны в традициях романтизма, он также использовал в творчестве музыкальные интонации словацкого фольклора. Дружил с Бедржихом Сметаной. Его симфонической поэмой «Судьба и идеал» дирижировал Рихард Штраус.
Опера «Ярослав» осталась неоконченной. Опера «Кузнец Виланд» (словац. Kováč Wieland) — первая поставленная публично опера словацкого коспозитора — написана на немецкое либретто Рихарда Вагнера (нем. Wieland der Schmied), до того использовавшееся Э. Михаловичем (поставлена в 1926).
Премия имени Яна Левослава Беллы присуждается в Словакии с 1963 года за музыкальные произведения, обогащающие словацкую музыку.

## Сочинения
Оперы
- Ярослав
- Кузнец Виланд

Вокально-симфонические произведения
- Кантата «Свадьба Яношека» (1924)
- Кантата «Дивный разбойник» (1933)

Оркестровые произведения
- Симфоническая поэма «Судьба и идеал» (1874)
- Концертная увертюра (1904)

Камерно-инструментальные произведения
- Струнный квинтет
- Шесть струнных квартетов
- Соната для фортепиано